# Karrösten
Karrösten is een gemeente in het district Imst van de Oostenrijkse deelstaat Tirol.
Karrösten ligt in het Oberinntal, aan de voet van de berg Tschirgant (aan de zuidzijde), dicht bij de uitmonding van het Gurgltal in het Inntal en omvat de kernen Karrösten, Brennbichl en Königskapelle. Reeds in de bronstijd vond er mijnbouw plaats, die zijn hoogtepunt bereikte in de 16e eeuw. Diverse natuurrampen teisterden in de loop der jaren de gemeente. Op de berghellingen wordt fruit geteeld en maïs verbouwd. Karrösten is middels de Karröstener Straße (L244) op de Tiroler Straße (B171) aangesloten.

## Koningskapel
De in Karrösten gebouwde Koningskapel (Königskapelle) werd gebouwd ter herinnering aan koning Frederik August II van Saksen en op 8 augustus 1855 ingewijd. Bij een uitstapje in het Pitztal verongelukte hij kort achter Imst tussen het plaatsje Brennbichl en de brug over de Inn, nadat zijn koets was omgevallen en hij door een hoefslag van een schichtig paard op zijn achterhoofd getroffen werd. Op 9 augustus 1854 stierf hij in hotel Neuner.
Op initiatief van weduwe Marie van Saksen (1805-1877) werd de kapel in nieuwgotische stijl opgetrokken.